# Roberto Meloni
Roberto Meloni (* 20. února 1981 Řím, Itálie) je bývalý italský zápasník–judista.

## Sportovní kariéra
S judem začínal v útlém dětství v rodném Římě pod vedením svých rodičů Angela a Vincenzy. Připravoval se ve vrcholovém sportovním centru CS Carabinieri v Ostii nedaleké Říma. V italské seniorské reprezentaci se pohyboval od roku 1998 v polostřední váze do 81 kg a od roku 2001 na pozici reprezentační jedničky. V roce 2004 se kvalifikoval na olympijské hry v Athénách, kde nestačil ve druhém kole na Rusa Dmitrije Nosova. Od roku 2005 přešel do střední váhy do 90 kg, ve které se třetím místem na mistrovství světa v Riu v roce 2007 kvalifikoval na olympijské hry v Pekingu v roce 2008. V utkání druhého kola s Francouzem Matthieu Dafrevillem neuhlídal v závěru jeho sumi-gaeši a prohrál na juko. Jeho další sportovní kariéru ovlivnily problémy se zády, kvůli kterým se na tatami objevil až v závěru roku 2010. V roce 2012 se kvalifikoval na své třetí olympijské hry v Londýně, kde nestačil ve druhém kole na Brazilce Tiaga Camila. Vzápětí ukončil sportovní kariéru. Věnuje se trenérské práci. Jeho manželkou je bývalá špičková italská judistka Ylenia Scapinová.
Roberto Meloni byl pravoruký komplexně technicky vybavený judista, jeho osobní technikou byla aši-guruma.

### Vítězství
- 2001 – 1× světový pohár (Řím)
- 2006 – 1× světový pohár (Hamburg)
- 2011 – 2× světový pohár (Varšava, Tallinn)

## Výsledky
| Turnaj             | 1997             | 1998             | 1999             | 2000             | 2001             | 2002             | 2003             | 2004             | 2005         | 2006         | 2007         | 2008         | 2009         | 2010         | 2011         | 2012         |
| Turnaj             | 16               | 17               | 18               | 19               | 20               | 21               | 22               | 23               | 24           | 25           | 26           | 27           | 28           | 29           | 30           | 31           |
| Turnaj             | polostřední váha | polostřední váha | polostřední váha | polostřední váha | polostřední váha | polostřední váha | polostřední váha | polostřední váha | střední váha | střední váha | střední váha | střední váha | střední váha | střední váha | střední váha | střední váha |
| ------------------ | ---------------- | ---------------- | ---------------- | ---------------- | ---------------- | ---------------- | ---------------- | ---------------- | ------------ | ------------ | ------------ | ------------ | ------------ | ------------ | ------------ | ------------ |
| Olympijské hry     |                  |                  |                  | —                |                  |                  |                  | úč.              |              |              |              | úč.          |              |              |              | úč.          |
| Mistrovství světa  | —                |                  | —                |                  | úč.              |                  | úč.              |                  | úč.          |              | 3.           |              | —            | —            | úč.          |              |
| Mistrovství Evropy | —                | —                | —                | —                | —                | 3.               | úč.              | úč.              | 2.           | 3.           | 3.           | 5.           | —            | —            | úč.          | úč.          |
| MS juniorů         |                  | 5.               |                  | 2.               |                  |                  |                  |                  |              |              |              |              |              |              |              |              |
| ME juniorů         | 2.               | 5.               | 5.               | úč.              |                  |                  |                  |                  |              |              |              |              |              |              |              |              |